# Iris marsica
Iris marsica är en irisväxtart som beskrevs av I.Ricci och Colas. Iris marsica ingår i släktet irisar, och familjen irisväxter. IUCN kategoriserar arten globalt som otillräckligt studerad. Inga underarter finns listade i Catalogue of Life.